# Szymon Sićko
Szymon Sićko, född 20 augusti 1997, är en polsk handbollsspelare för Vive Kielce och det polska landslaget. Han är högerhänt och spelar som vänsternia.